# Radacz
Radacz (niem. Raddatz) – wieś w Polsce położona w województwie zachodniopomorskim, w powiecie szczecineckim, w gminie Borne Sulinowo, nad jeziorem Radacz.

## Historia
We wczesnym średniowieczu istniały na tym terenie dwa grodziska. Jedno pochodzi z końca VII wieku i jest to gród typu nizinnego z rozbudowanym podgrodziem. Kolejne zaś grodzisko jest typu wyżynnego, pierścieniowate z VII-XI w. nazywane Waligórą pochodzi z czasów pełnego średniowiecza, jest wzniesieniem o wysokości 10 do 12 m, średnica wynosi 120 kroków, dawniej otaczały je wody jeziora. Od 1289 roku teren ten wchodził w skład posiadłości rodu pomorskiego Kleszczów (Kleszczy), który uległ germanizacji zmieniając brzmienie nazwiska na von Kleist.
Pierwsza wzmianka o Radaczu pojawiła się na dokumencie informującym o pożarze z 1403 roku jako siedziba rodowa linii radeckiej von Kleistów, której założycielem był Voltz Kleist. Potwierdzenie lenna uzyskał od księcia Bogusława, syn Yoltza – Pribislaff Kleist.
Na początku XV w. tak pisano o rodzie von Kleistów “znany był z wypraw łupieżczych na ziemie zakonu krzyżackiego, zamieszkały w ziemi szczecineckiej ród Kleszczów (Klest vel Kleist)”. Z kolei, w roku 1590 w okresie sporów granicznych “Kleist, ówczesny starosta szczecinecki, postanowił podstępem przesunąć granicę ziemi szczecineckiej w głąb ziem polskich. Wrzucił więc do rzeki wpadającej do jezioro Pile słup graniczny z godłem Rzeszy. Chciał w ten sposób zagarnąć ziemię położoną między j. Pile, Gwdą i dawną granicą polską”.
Dzieje rodu Kleistów były ściśle związane z historią rejencji szczecineckiej, prawdopodobnie do połowy XIX wieku. W XVIII wieku był to jeden z bogatszych rodów pomorskich, który posiadał dziewięć wsi. W czasie wojen napoleońskich w Radaczu stacjonowała piechota pruska. Około 1888 roku dobra radackie obejmowały 997,43 ha, roczny dochód sięgał 3918 marek. Radacz był własnością von Kleistów do końca XIX wieku. Na początku XX wieku właścicielem jego był K. Casiner. W roku 1939 i przez okres II wojny światowej, właścicielem wsi pozostawał Willi Moltrecht. Po wojnie mieścił się tu PGR, aż do momentu swojego upadku. Znajdujący się w Radaczu pałac i park, powstały za sprawą von Kleistów, do końca służyły właścicielom majątku. 

## Architektura

### Zabytki
- Kościół pw. św. Maksymiliana Kolbego - kościół został zbudowany w 1744 r. jako fundacja właścicieli wsi von Kleistów. Jest orientowany, ryglowy, o polach wypełnionych cegłą, tynkowany, bielony wapnem, na planie prostokąta z niewyodrębnionym prezbiterium, zamkniętym trójbocznie. Najbardziej efektownym i pięknym obiektem wyposażenia kościoła przez ponad 200 lat była ambona. Przerobiona - według legendy - z trzech karet króla Jana III Sobieskiego otrzymanych od cesarza po zwycięstwie nad Turkami pod Wiedniem (obecnie w Wilanowie)[4]. Na wieży umieszczony jest neobarokowy dzwon, który powstał w 1891 roku w ludwisarni Voss und Sohn w Szczecinie. Kościół konsekrowany został 7 grudnia 1975 roku. Wcześniej w latach 1742\44 - 1945 spełniał rolę zboru protestanckiego, a po roku 1945 do 1975 był używany jako magazyn przez PGR w Radaczu. W stanie kompletnej ruiny został przejęty przez kościół rzymskokatolicki. Po remoncie oddano go do kultu sakralnego. W przyszłości planowane jest przywrócenie pierwotnego wyglądu. Obecnie[kiedy?] powstaje projekt remontu świątyni.

- eklektyczny pałac von Kleistów - zbudowany został w drugiej połowie XIX w. i był w posiadaniu tej rodziny do końca XIX w. Na początku XX w. jego właścicielem był K. Casiner. Otacza go park o powierzchni 3 ha, który powstał w XIX wieku w oparciu o zasady stylu krajobrazowego. Według opowiadań mieszkańców po wojnie służył jako siedziba dyrekcji PGR, ośrodek wypoczynkowy a na końcu jako siedziba Monaru. Obecnie rozkradziony i zrujnowany.[potrzebny przypis]

## Wspólnoty wyznaniowe
- Ewangeliczny Związek Braterski w RP:
  - zbór w Radaczu[5]
- Kościół rzymskokatolicki:
  - Kościół św. Maksymiliana Kolbego w Radaczu należący do parafii Matki Bożej Różańcowej w Parsęcku[6]

## Galeria

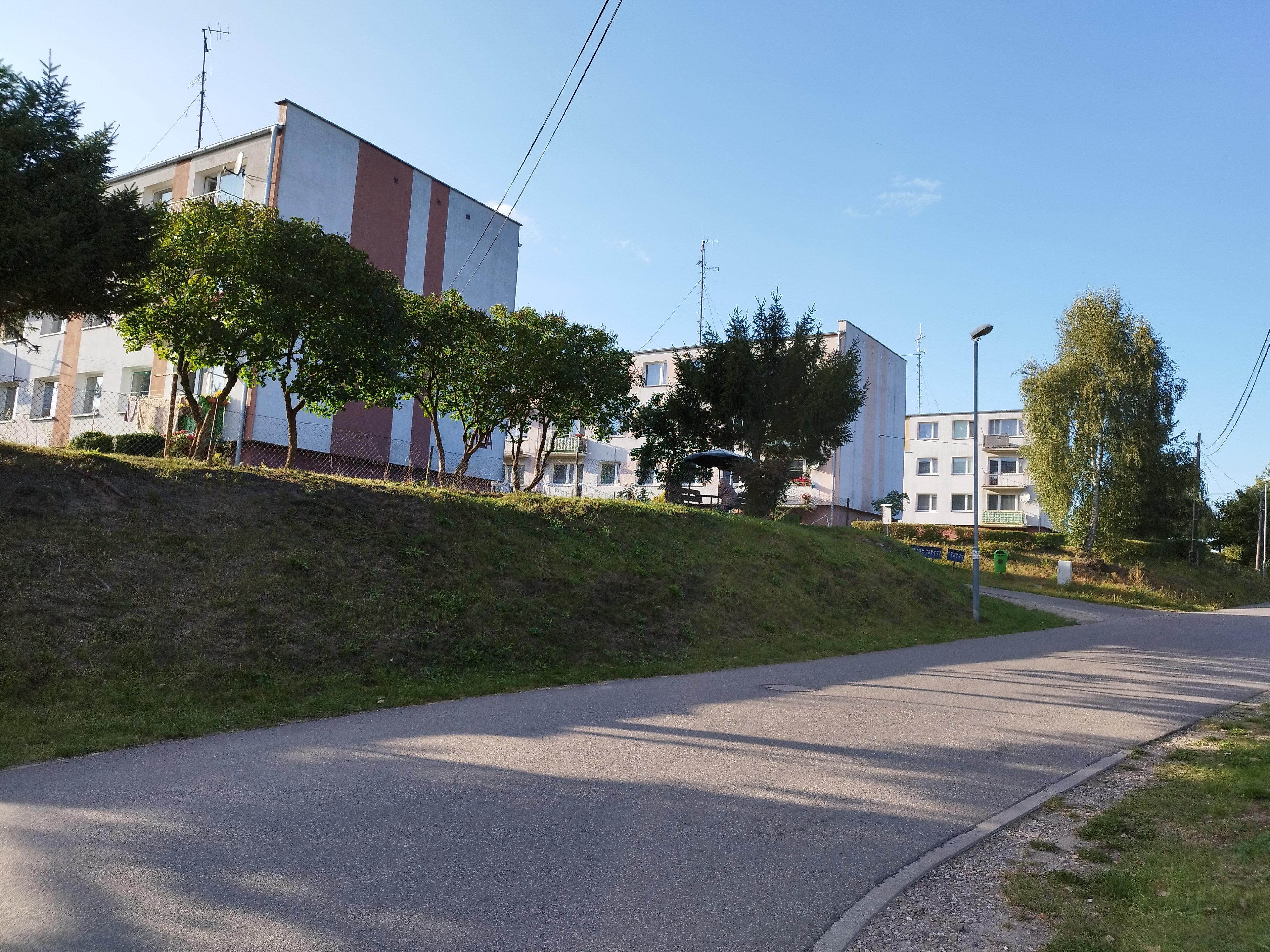
Bloki mieszkalne
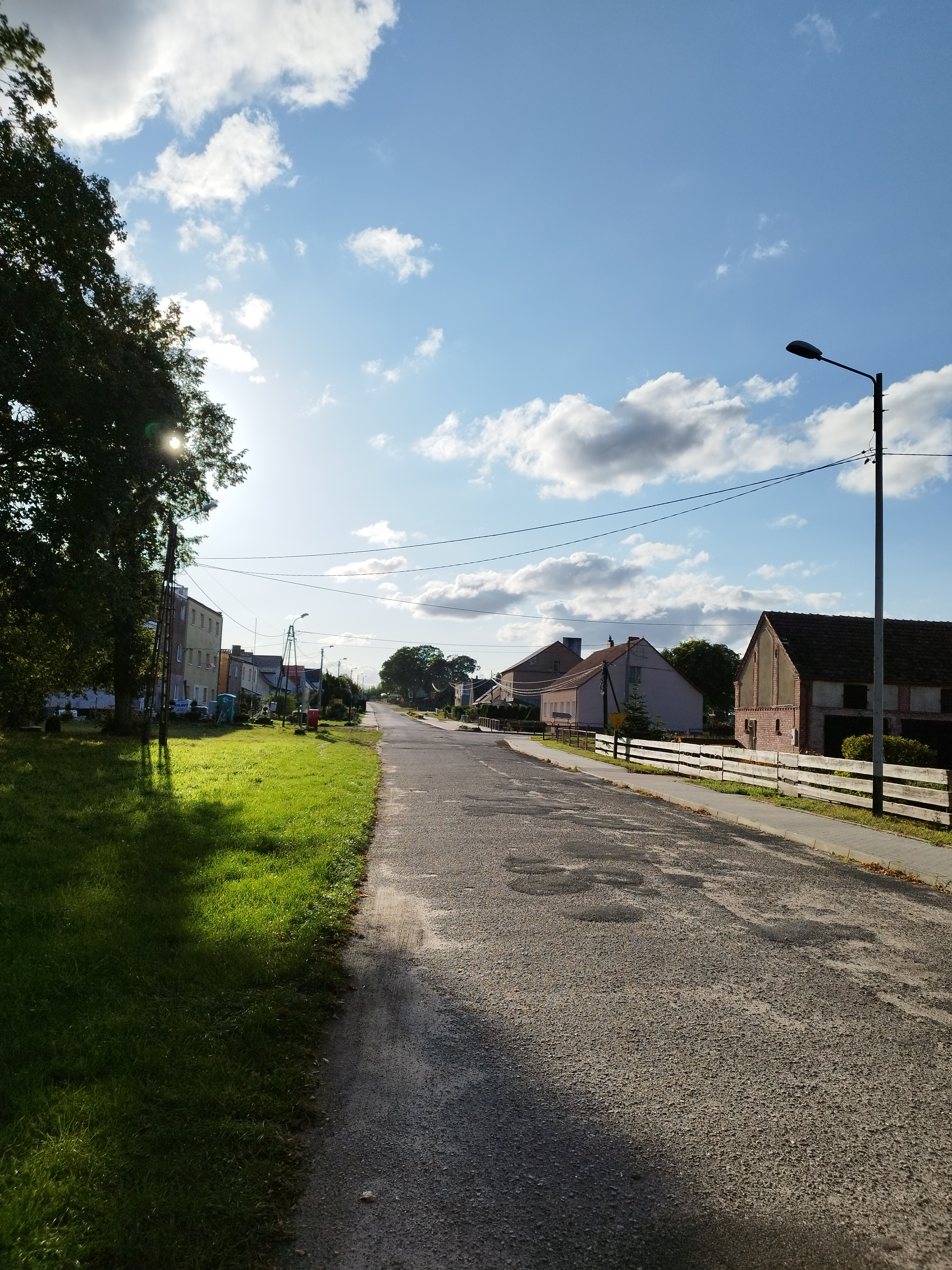
Domy w starszej część miejscowości
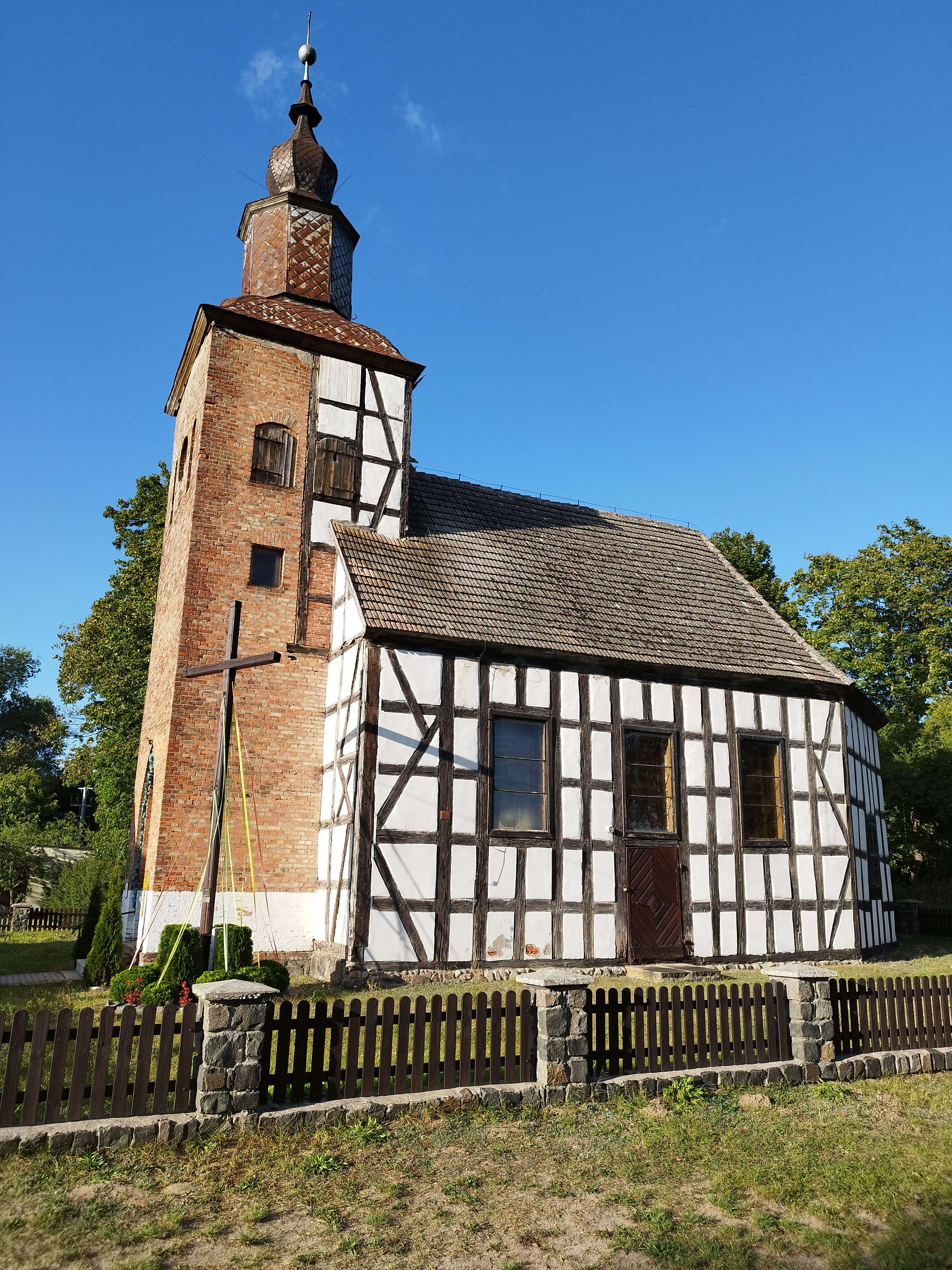
Zabytkowy kościół św. Maksymiliana Kolbego
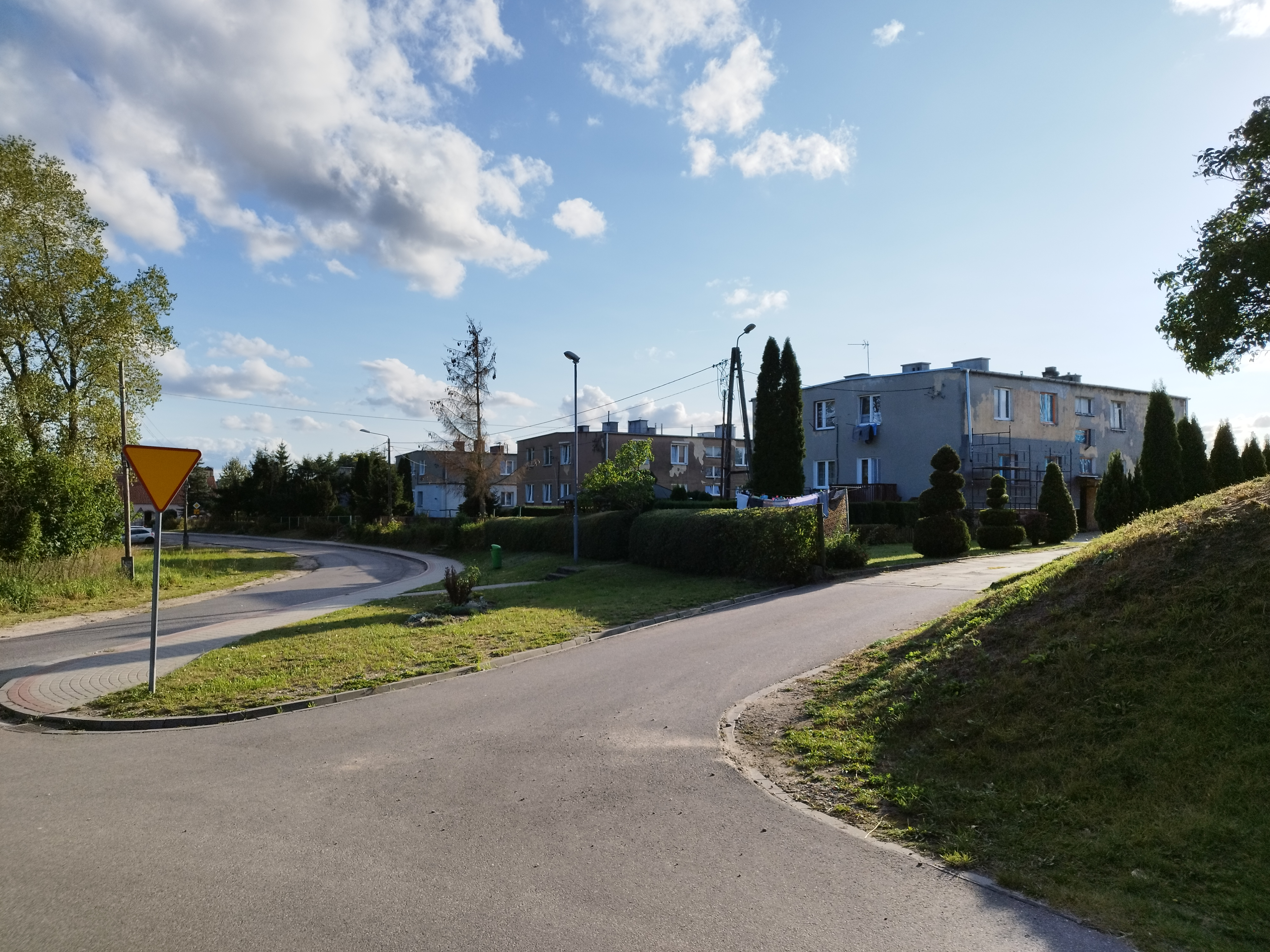